# Stricto sensu
Stricto sensu (o sensu stricto) es una expresión latina que significa ‘en sentido estricto’ o ‘en sentido restringido’. Suele ser muy usada en derecho, y se opone a la expresión lato sensu (o sensu lato —abreviada s. l.— o sensu amplo —abreviada s. a. o s. ampl.—). Se usa también en las ciencias biológicas, en taxonomía.
La expresión se abrevia s. s. o s. str., y es empleada cuando para una palabra, nombre o expresión son posibles dos interpretaciones y una de ellas abarca a la otra, para indicar que el término que acompaña debe interpretarse en el más estrecho o limitado de sus significados, no en el que abarca más.